# 無綫電視特別新聞報道
《特別新聞報道》（英語：News Flash）是香港電視廣播有限公司新聞及資訊部製作的特別新聞報道。每當有特別事情發生，會隨時中止播放中的節目，直接播映本節目，此節目曾稱為《特別報告》及《特別新聞報告》。當需持續跟進相關消息時，會慣常每一小時或不定時播出一次；於翡翠台大多數會每小時約00分及30分播出。
本節目通常不會播放有關熱帶氣旋吹襲香港的消息，相關內容會在《風暴消息》中播放。
本節目通常不會播放有關暴雨影響香港的消息，相關內容會在《暴雨消息》中播放。
無綫財經 體育 資訊台的前身高清翡翠台2016年前會於兩台同步時段播放此節目。